# Bernard Talvard
Bernard Talvard (* 8. října 1947 Melun, Francie) je bývalý francouzský sportovní šermíř, který se specializoval na šerm fleretem. Francii reprezentoval v sedmdesátých letech. Na olympijských hrách startoval v roce 1972 a 1976 v soutěži jednotlivců a družstev. V soutěži jednotlivců získal na olympijských hrách 1976 bronzovou olympijskou medaili. V roce 1975 obsadil druhé a v roce 1967 třetí místo na mistrovství světa v soutěži jednotlivců. S francouzským družstvem fleretistů vybojoval na olympijských hrách 1972 a 1976 bronzovou olympijskou medaili a v roce 1971 a 1975 vybojoval s družstvem titul mistrů světa.